# Academia Nacional de Artes (Sófia)

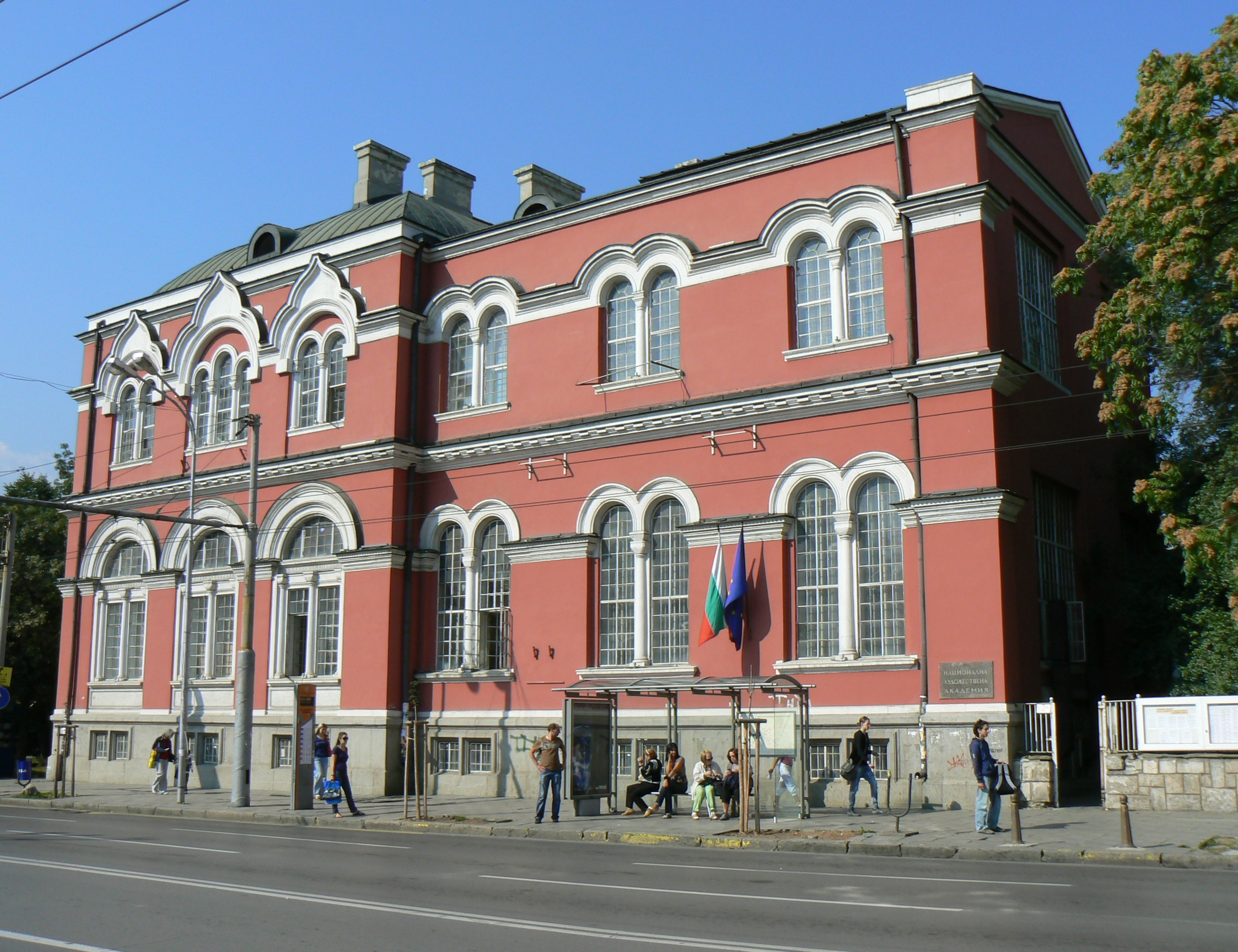
Prédio Principal

A Academia Nacional de Artes (em búlgaro:  Национална художествена академия; abbreviated НХА, ANA) é uma instituição de ensino superior em Sófia, a capital da Bulgária. É a mais antiga e renomada academia de artes no país.
A Academia Nacional de Artes foi fundada em 1896 pelos destacados Ivan Mrkvička, Anton Mitov e Dr.Ivan Shishmanov.
1,000 estudantes são educados na academia em várias matérias ligadas à arte, assim como 130 estudantes de outros países e 35 futuros doutores. A Academia consiste em duas faculdades, a Faculdade de Belas Artes e a Faculdade de Artes Aplicadas, cada uma oferecendo diferentes e variadas matérias e cursos.
O edifício da Academia Nacional de Artes foi construído em 1906 e foi um projeto de Alexander Smirnov, a construção foi guiada por F.Schwanberg.